# ケンブリッジ・ファイヴ

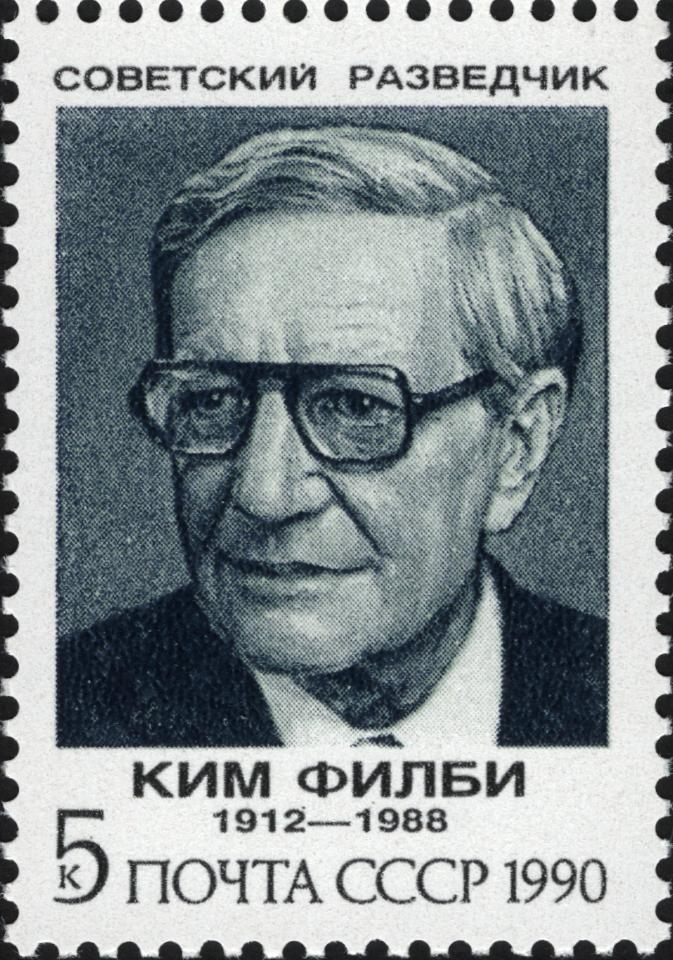
キム・フィルビー

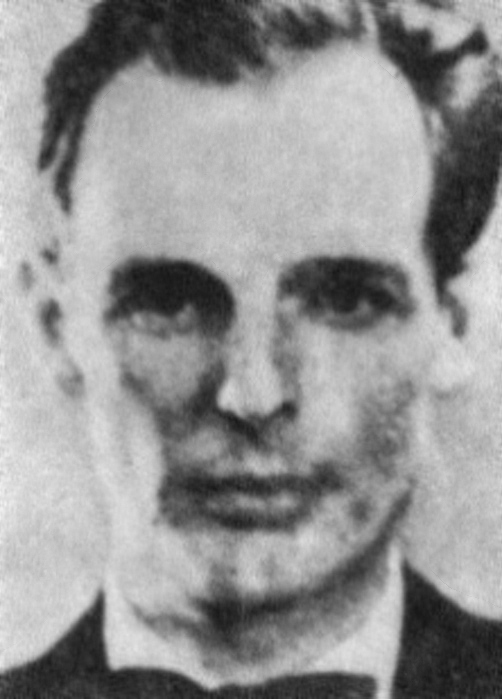
ドナルド・マクリーン

ケンブリッジ・ファイヴ（英語: Cambridge Five）は、戦間期から1950年代にかけてイギリスで活動したソビエト連邦のスパイ網。暗号名から少なくとも5人のスパイが存在したことがわかっており、そのうち4人はキム・フィルビー（暗号名：スタンレー）、ドナルド・マクリーン（暗号名：ホーマー）、ガイ・バージェス（暗号名：ヒックス）、アンソニー・ブラント（暗号名：ジョンソン）であると判明している。残りの一人はジョン・ケアンクロス（暗号名：リスト）と見られている。5人とも1930年代にケンブリッジ大学で学んだことから「ケンブリッジ・ファイヴ」と呼ばれる。彼らのリクルートは諜報史上、外国情報機関によるもっとも成功した例と言われ、ロシアでは「大物5人組」と呼ばれた。

## ケンブリッジの5人組
キム・フィルビー（1912 - 1988）
イギリス秘密情報部ワシントン代表、次期長官候補。暴露後ソ連亡命。ウェストミンスター・スクールからトリニティ・カレッジ (ケンブリッジ大学)で学ぶ。没後ソ連で国葬が行われた。
サー・アンソニー・ブラント（1907 – 1983）
イギリス王室美術顧問、王室とドイツとのつながりを仲介していたとされ王室の弱みを握る。発覚して自白後も公表されず、王室顧問にとどまる。暴露後サーを剥奪される。エリザベス皇太后のいとこで、トリニティ・カレッジ卒。
ガイ・バージェス（1911 – 1963）
BBC勤務、外務省勤務を経て、暴露後1951年にソ連へ亡命。イートン・カレッジ、海軍兵学校 (イギリス)からトリニティ・カレッジ進学し、映画『アナザー・カントリー』はバージェスの青年時代をモデルにしている。アルコール中毒によりモスクワで没。
ドナルド・マクリーン（1913 - 1983）
外務省入省後、駐米イギリス大使館の一等書記官としての勤務を経て、暴露後1951年にソ連亡命。ソ連外務省勤務。自由党下院議員の子で、トリニティホール（ケンブリッジ大の別のカレッジ）で学んだ。
ジョン・ケアンクロス（1913 – 1995）
外務省、大蔵省を含む政府機関勤務を経て、暴露後はアメリカでの大学勤務、国連勤務。グラスゴー大学、パリ大学、トリニティ・カレッジで学ぶ。第二次大戦中は暗号解析本部ブレッチリー・パークで分析官を務めた。

## その他
メンバーは1930年代にケンブリッジ大学において共産主義を信奉するようになり、ソ連の情報当局のリクルート担当 からの勧誘によってスパイとして活動するようになった。イギリスの外務省やMI6などの職員であったメンバーは、イギリスとその同盟国の外交、軍事、諜報などに関わる大量の情報をソ連に手渡した。彼らのスパイ活動は1950年代に露見し、メンバーの多くがソ連に亡命した。
特にソ連スパイの情報、亡命東欧人の母国潜入工作、ベルリンのゴールド作戦などは、1件を除きすべての情報がフィルビーを通ったため、頓挫したり処刑されたりした。
ブラント、バージェス、ケアンクロスはケンブリッジ大学トリニティ・カレッジとキングズ・カレッジのエリート・サークルであるケンブリッジ使徒会（アポスルズ）のメンバーだった。